# Calyptranthes dichotoma
Calyptranthes dichotoma är en myrtenväxtart som beskrevs av Giovanni Casaretto. Calyptranthes dichotoma ingår i släktet Calyptranthes och familjen myrtenväxter. Inga underarter finns listade i Catalogue of Life.